# جي منغي
جي منغي (بالصينية: 季铭义)، من مواليد 15 ديسمبر 1980 في داليان في الصين، لاعب كرة قدم صيني.
بدأ مسيرته الكروية مع نادي داليان شيد في عام 1998، وهو يلعب معهم حتى الآن.
و قد بدأ باللعب مع منتخب الصين لكرة القدم منذ عام 2003.

## روابط خارجية
- جي منغي على موقع قاعدة بيانات كرة القدم.إي يو (الإنجليزية)
- جي منغي على موقع ناشيونال فوتبول تيمز (الإنجليزية)
- جي منغي على موقع كووورة